# Znucalit
Znucalit ist ein sehr selten vorkommendes Mineral aus der Mineralklasse der „Carbonate und Nitrate“ (ehemals Carbonate, Nitrate und Borate). Es kristallisiert im orthorhombischen Kristallsystem mit der chemischen Zusammensetzung CaZn11(UO2)(CO3)3(OH)20·4H2O und ist damit chemisch gesehen ein zu den Uranylverbindungen zählendes basisches Calcium-Zink-Uranylcarbonat.
Znucalit entwickelt nur mikroskopisch kleine, farblose bis blassgelbe Kristalle zwischen 15 × 8 × 0,4 bis hin zu 350 Mikrometern Durchmesser. Meist findet er sich in Form dünner, krustiger Überzüge mit einem seidenähnlichen Glanz auf den Oberflächen. Znucalit ist weltweit von nur sechs Fundregionen bekannt und eines der wenigen praktisch farblosen Uranminerale.

## Etymologie und Geschichte
Erstmals entdeckt wurde Znucalit im Jahr 1989 auf einer Abraumhalde der Grube Lill bei Březové Hory (deutsch: Birkenberg), die in der zweiten Hälfte des 19. Jahrhunderts bei Příbram in der heutigen Tschechischen Republik betrieben wurde. Benannt wurde es nach der Zusammensetzung seiner Kationen Zn (Zink), U (Uran) und Ca (Calcium).
Die Entdecker des Minerals gaben als Summenformel Zn12Ca[UO2|(CO3)3(OH)22]·4(H2O) an und bestimmten das Kristallsystem als triklin. Untersuchungen an einer Znucalit-Probe aus Mas d’Alary bei Lodève in Frankreich kommen aber zu dem Schluss, dass die Summenformel Zn11Ca[UO2|(CO3)3(OH)20]·4(H2O) und das Kristallsystem orthorhombisch ist.

## Klassifikation
Da der Znucalit erst im Jahr 1989 als eigenständiges Mineral anerkannt wurde, ist er in der seit 1977 veralteten 8. Auflage der Mineralsystematik nach Strunz noch nicht verzeichnet. Einzig im Lapis-Mineralienverzeichnis nach Stefan Weiß, das sich aus Rücksicht auf private Sammler und institutionelle Sammlungen noch nach dieser alten Form der Systematik von Karl Hugo Strunz richtet, erhielt das Mineral die System- und Mineral-Nr. V/F.03-15. In der „Lapis-Systematik“ entspricht dies der Klasse der „Nitrate, Carbonate und Borate“ und dort der Abteilung „Uranylcarbonate [UO2]2+-[CO3]2−“, wo Znucalit zusammen mit Roubaultit und Voglit eine eigenständige, aber unbenannte Gruppe bildet (Stand 2018).
Die seit dem Jahr 2001 gültige und von der International Mineralogical Association (IMA) bis 2009 aktualisierte 9. Auflage der Strunz’schen Mineralsystematik ordnet den Znucalit in die neu definierte Klasse der „Carbonate und Nitrate“ (die Borate bilden hier eine eigene Klasse), dort allerdings ebenfalls in die Abteilung der „Uranylcarbonate“ ein. Diese ist jedoch weiter unterteilt nach dem Stoffmengenverhältnis vom Uranyl- (UO22+) zum Carbonatkomplex (CO32−), so dass das Mineral entsprechend seiner Zusammensetzung in der Unterabteilung „UO2 : CO3 = 1 : 4“ zu finden ist, wo es als einziges Mitglied die unbenannte Gruppe 5.ED.45 bildet.
Die vorwiegend im englischen Sprachraum gebräuchliche Systematik der Minerale nach Dana ordnet den Znucalit wie die Lapis-Systematik in die gemeinsame Klasse der „Carbonate, Nitrate und Borate“ und dort in die Abteilung und gleichnamigen Unterabteilung der „Carbonate – Hydroxyl oder Halogen“ ein. Hier ist er als einziges Mitglied in der unbenannten Gruppe 16b.07.14 zu finden.

## Kristallstruktur
Znucalit kristallisiert orthorhombisch mit der Summenformel Zn11Ca[UO2|(CO3)3(OH)20]·4(H2O). Die Autoren konnten jedoch nur eine partielle Einkristallanalyse vornehmen, so dass lediglich die Gitterparameter mit a = 10,72(1) Å; b = 25,16(1) Å und c = 6,325(4) Å angegeben werden können.
Die Erstveröffentlichung schreibt dem Znucalit eine trikline Symmetrie der Summenformel Zn12Ca[UO2|(CO3)3(OH)22]·4(H2O) zu. Die Gitterparameter für diese Analyse sind: a = 12,692(4) Å; b = 25,096(6) Å; c = 11,685(3) Å; α = 89,08(2)°; β = 91,79(2)° und γ = 90,37(3)°.

## Eigenschaften
Das Mineral ist durch seinen Urangehalt von bis zu 14,7 % als sehr stark radioaktiv eingestuft und weist eine spezifische Aktivität von etwa 26,274 kBq/g auf (zum Vergleich: natürliches Kalium 31,2 Bq/g).

## Bildung und Fundorte

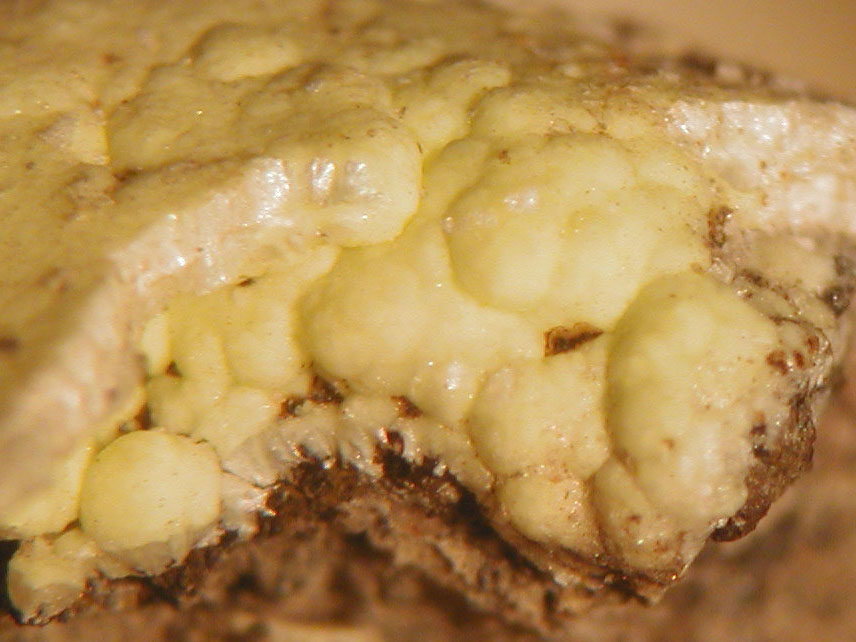
Kugeliges, hellgelbes Znucalit-Aggregat aus der Grube St. Christoph, Bärenhecke, Sachsen (Bildbreite 4 mm)

Znucalit bildet sich als seltenes Sekundärmineral in karbonathaltigen polymetallischen Gängen und in der Nähe von oxidierenden Uranadern. Als Begleitminerale treten unter anderem Aragonit, Calcit, Galenit, Gips, Hydrozinkit, Pyrit, Römerit, Serpierit und Sphalerit auf.
Insgesamt sind bisher weltweit (Stand 2020) zehn Fundstellen für Znucalit aus sechs Regionen in fünf Ländern dokumentiert:
- Neben der Typlokalität in Tschechien, der Grube Lill im Erzrevier Březové Hory (Birkenberg), wurde es noch auf den Abraumhalden und in der Uranmine Nr. 16 in Háje im mittelböhmischen Bezirk Příbram sowie in der Grube Einigkeit (Důl Svornost) und in der Umgebung von Jáchymov (Sankt Joachimsthal) in der Region Karlsbad gefunden.
- In Deutschland konnte Znucalit bisher nur in der Grube Uranus bei Kleinrückerswalde im Bergbau-Revier Annaberg-Buchholz und in der Grube St. Christoph im Glashütter Ortsteil Bärenhecke in Sachsen gefunden werden.
- Aus Frankreich ist das Mineral aus Mas d’Alary bei Lodève bekannt, wo als weitere Begleitminerale Adamin, Calcurmolit, Metalodèvit, Studtit, Umohoit und Uranophan gefunden wurden.[6]
- In Europa kennt man Znucalit ansonsten nur noch aus der Les Esserts Schlucht (Les Esserts Gorges) im Schweizer Kanton Wallis.
- Außerhalb Europas ist es nur von der Sterling Mine bei Ogdensburg im US-Bundesstaat New Jersey bekannt.[11]

## Vorsichtsmaßnahmen
Aufgrund der Toxizität und der starken Radioaktivität des Minerals sollten Mineralproben von Znucalit nur in staub- und strahlungsdichten Behältern, vor allem aber niemals in Wohn-, Schlaf- und Arbeitsräumen aufbewahrt werden. Ebenso sollte eine Aufnahme in den Körper (Inkorporation, Ingestion) auf jeden Fall verhindert und zur Sicherheit direkter Körperkontakt vermieden sowie beim Umgang mit dem Mineral Mundschutz und Handschuhe getragen werden.